# Silometopoides koponeni
Silometopoides koponeni là một loài nhện trong họ Linyphiidae.
Loài này thuộc chi Silometopoides. Silometopoides koponeni được Kirill Yuryevich Eskov & Yuri M. Marusik miêu tả năm 1994.